# Matías Humberto Rojas
Matías Humberto Rojas (Buenos Aires, Argentina, 9 de mayo de 1989) es un futbolista argentino que juega como Mediocampista, al momento es un jugador libre.

## Clubes
| Club              | País      | Año       |
| ----------------- | --------- | --------- |
| Ñublense          | Chile     | 2008-2010 |
| Naval             | Chile     | 2011-2012 |
| Deportes Temuco   | Chile     | 2012      |
| Deportivo Armenio | Argentina | 2013      |
| Deportes Temuco   | Chile     | 2013-2014 |
| Deportivo Armenio | Argentina | 2015      |